# Ralph Wiggum
Ralph Wiggum (en Hispanoamérica: Rafa o Ralph Górgory) es un personaje de la serie animada Los Simpson, creada por Matt Groening. Es doblado por Nancy Cartwright en la versión original y en España está doblado por Chelo Vivares. En Hispanoamérica la voz es de Mayra Arellano, en algunos capítulos posteriores por Laura Torres y a partir de la decimosexta temporada por Maggie Vera.

## Información general

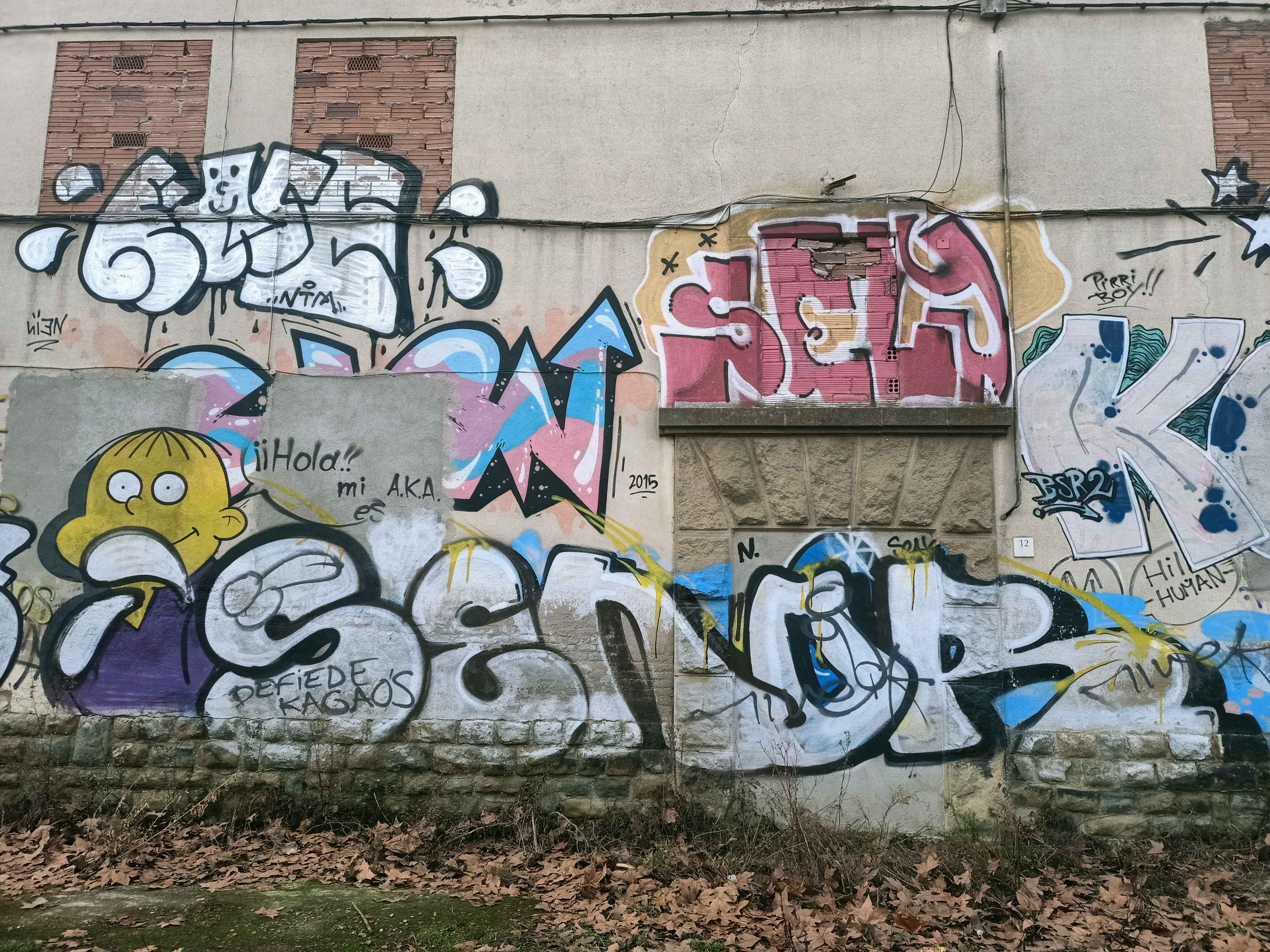
Ralph Wiggum en graffiti en Vich, España

Es el hijo del jefe de policía Clancy Wiggum y su esposa Sarah Kanickee y compañero de clase de Lisa Simpson (existen varios episodios donde este también está en la clase de Bart Simpson). Es bien conocido por su comportamiento errático, rozando incluso con la estupidez y la locura. Representa el estereotipo del escolar lerdo. Se caracteriza por tener frases hilarantes incluso algo tontas y sin sentido, probablemente debido a que su padre es bastante paternalista y le consiente todo, esto se ve claramente en el episodio en el que Bart Simpson le vende su alma a Milhouse Van Houten, en una escena se ve que Ralph acompañaba a su padre en el recorrido nocturno en patrulla; también en otro episodio él empieza a correr por el suelo y a ladrar, entonces cuando Marge Simpson le pregunta a Clancy por qué su hijo hace eso él responde que es un juego que Ralph inventó llamado "El perro imaginario", y Marge termina diciendo "¿debería hacer eso?", después se acerca para decirle algo y le pone una mano en el hombro, en eso Ralph le dice a su padre "Me está tocando mi zona especial" y Marge se aleja.
También tiene algunos problemas de dicción, e incluso de ubicación, por ejemplo cuando fue a llevarle la tarea a Lisa cuando ella había estado enferma, le preguntó "Oye, ¿yo vivo aquí?" a lo que Lisa contesta "No, tú vives en otra casa" y él se va haciendo gestos como si fuese un tren y dice "chu chu chu chu chu chu...", incluso llama a su profesora "Mi mami de la escuela". En otros episodios aparece un tanto más maduro, como cuando fue el día de San Valentín (conocido también como el día de los enamorados), en la escuela los niños le escribían cartas de cariño a sus mejores amigos del curso pero a Ralph nadie le había mandado ninguna, entonces Lisa se apenó y le dio una, Ralph se emocionó muchísimo y acompañó a Lisa hasta su casa, en el camino no sabía de que hablarle y le pregunta "Oye...¿Te gusta algo?" Lisa sonríe y se va corriendo hasta su casa, Ralph se enamora de ella y le regala un coche para su Stacy Malibú y dentro del maletero había dos entradas para un Show especial de Krusty el payaso. Cuando van se acerca Krusty a hablar con el público y en eso le pregunta a Ralph "¿Has venido con tu novia?" y él dice "Sí, amo a Lisa Simpson y cuando sea mayor pienso casarme con ella" ahí Lisa grita que ella no lo quiere y que sólo le había regalado la tarjeta por pena, y le rompe el corazón.
En otro episodio él cuenta que un duende le dice que queme cosas. En otro capítulo Marge cita a Ralph para una tarde de juegos con Bart, pasan esa tarde, al día siguiente van a lo de Ralph y ahí Bart descubre objetos que usa el jefe Wiggum en la jefatura de policía, como cascos y rebenques, en un comienzo Ralph no quería tocarlos porque su papá se lo tenía prohibido pero luego Bart lo convence, cuando llega Clancy a su casa portaba una "llave maestra de policía", a la noche Bart, con el consentimiento de Ralph se la roba y ambos salen y se divierten mucho en las jugueterías y las tiendas de dulces (aquí aparece un Ralph mucho más activo y sociable), en eso se encuentran con Nelson Muntz, Jimbo Jones y Kearney. Bart les muestra la llave y deciden ir a una cárcel abandonada, cuando estaban por entrar Ralph le dice a Bart que tiene miedo y quiere volverse a su casa, Bart se ve obligado a sacarle la llave e ir con los otros pero Ralph le dice "creí que éramos amigos". Bart se da cuenta de que no puede hacerle eso, dice "Yo no abandono a un amigo, aunque sea Ralph", los otros no le quieren devolver la Llave a Bart y empiezan a jugar tirándosela uno a otro, hasta que la arrojan dentro de la prisión y se van, es ahí que ocurre algo increíble, Bart tenía miedo de entrar, pero Ralph sin dudarlo entra y buscan la llave hasta encontrarla. En el capítulo 18 de la 13 temporada (Estoy verde de rabia) cuando sus compañeros de clase están creando un dibujo animado a él solo se le ocurre decir "Yo me llamo Ralph". Dado los distintos matices de su personalidad es uno de los personajes más misteriosos de toda la serie a pesar de su aparente ingenuidad y tendencia al infantilismo.
En el capítulo 19 de la sexta temporada, La boda de Lisa, Ralph aparece en la lista de las estrellas que han ido a prisión. Su nombre aparece como Sidekick Ralph Wiggum, dando a entender que en el futuro se convertiría en actor secundario de Krusty el Payaso.
En la película Ralph hace 2 cameos: el primero es en el título introductorio de FOX donde después de unos instantes tararea las últimas notas de la melodía característica de la empresa. En otro instante al ver a Bart desnudo menciona la frase "Ahora me gustan los chicos" frase un tanto polémica debido a su marcada referencia a la comunidad LGBTI aunque no se considera tan polémica al marcar la inocencia del personaje, que no tiene una idea muy clara de lo que significa dicha situación. Adicionalmente, más tarde en la película aparece en distintas tomas así como al final con sus padres en ropa interior cuando Homer y Bart culminan la destrucción del domo.
En las últimas temporadas se le ha visto más con Bart, sobre todo desde New Kids on the Blecch donde es parte del grupo pop (incluso cuando termina de ser arreglado dice con entusiasmo "weee.. soy la sensación del pop") incluso desde este capítulo se demuestra un nuevo cuarteto de amigos de Bart quedando el nuevo grupo conformado por Bart, Milhouse, Nelson y Ralph, (a diferencia del grupo anterior conformado por Bart, Milhouse, Nelson y Martin) asimismo se le ve junto a este, Nelson, Jimbo, Dolph y Kearney en el grupo de los "no tan listos" en el capítulo How the Test Was Won esto dando a entender que a pesar de su inminente retraso mental es comprendido por todos.
En los episodios del futuro se ha tenido una concepción de su porvenir un tanto cuanto diferente por cada episodio. En Bart al futuro por ejemplo se le muestra como un amigo incondicional que ha estado junto a Bart a pesar de todas sus desavenencias. En Holidays of Future Passed, Ralph es efectivamente oficial de policía, claramente sucesor de su padre, sin embargo tuvo que ser clonado repetidas veces debido a su problema mental (esto porque al detener a Bart se da un tiro con su propia arma de cargo, el siguiente clon al ponerse en su papel de autoridad es ignorado y después atropellado por un camión que casualmente conducía otro clon suyo que a su vez se accidenta e incendia junto con otros clones que también se incendian de la misma forma) y en el capítulo más reciente sobre el futuro denominado Days of Future Future aparece nuevamente como oficial de policía, tratando de evitar que Lisa y Milhouse zombi fuesen asaltados por Jimbo, Dolph y Kearney para ello, Milhouse zombi lo toma de los pies y lo usa como una especie de garrote mientras grita con alegría "Weee!! Si combato el crimen" acto seguido cuando los maleantes están finalmente acabados es tirado con ellos también mientras dice "oficial caído, necesito apoyo" levantándose para concluir con la frase "listo, apoyo" concluyendo el segmento.

## Relaciones de Ralph
Aparentemente la relación de Ralph con sus padres es de amor, en varios episodios el jefe Wiggum lo consentía y hablaba muy bien de su hijo, lo cual por otro lado es lógico, pero sin duda es una relación padres-hijo muy amorosa. Con sus compañeros de la escuela es bastante conflictiva e inestable puesto que Ralph básicamente no muestra signos de esforzarse por integrarse al grupo pero a la vez espera que sus compañeros lo acepten, como se ve en I Love Lisa. Por otro lado también es cierto que Ralph muestra mucho entusiasmo por cooperar con sus compañeros como en Das Bus cuando participó del proyecto de las Naciones Unidas haciendo de guardabosque Canadiense y luego cuando se encontraban en la isla estuvo del lado de Nelson Muntz cuando él y otros perseguían a Bart, Lisa y Milhouse. Y en el episodio "Lisa the Iconoclast" (Séptima temporada), cuando la señorita Hoover (o Stricter, anteriormente en Hispanoamérica) les encarga a los niños un trabajo sobre el fundador del pueblo Jebediah Springfield (o Hans Sprongfeld), Ralph es el único que se ofrece como voluntario (además de Lisa Simpson), e incluso pregunta si se pueden hacer dibujos.
Como dato curioso se puede notar el gran parecido que tiene con Eddie, un policía que trabaja con su padre. Lo que sugiere que el sería su verdadero padre.

## Creación
En el primer episodio donde aparece Ralph, Moaning Lisa, este era muy distinto, tanto en apariencia como en personalidad, a como sería en capítulos posteriores.
Originalmente, el personaje fue concebido como un "mini-Homer", pero finalmente fue desarrollando una personalidad propia. Los guionistas pensaron que sería ideal como el hijo del jefe Wiggum, idea desarrollada en I Love Lisa (aunque aparece con el apellido "Wiggum" en una lista de un episodio anterior, Kamp Krusty). Ralph toma su nombre del personaje de Jackie Gleason en la comedia de situación The Honeymooners, Ralph Kramden. Matt Groening considera que algunas de las líneas del personaje son "muy difíciles de escribir".
Cuando realiza la voz de Ralph, la actriz de voz Nancy Cartwright levanta las cejas.
El diseño original de Ralph hace cameos en los episodios Sweet Seymour Skinner's Baadasssss Song y Bart's Comet, así como en Simpsons Comics #59.

## Frases famosas de Ralph
- "Ahora me gustan los chicos"
- "Hasta luego Lisa, ya se cuántos son 5-3"
- "¡Estoy feliz y enojado!"
- "Quiero ser camión de bomberos" (después de que Lisa le preguntara de que quería trabajar en su periódico)
- "El doctor dijo que no me sangraría la nariz si no me metiera el dedo"
- "Y cuando el doctor dijo que ya no tenía bichos, fue el día más feliz de mi vida."
- "¡Tengo miedo papi, demasiado miedo como para mearme en los pantalones!"
- "Chicos, ¿en que año fue 1+1? (El resto de la clase no dice nada) La respuesta es: ¡El asombroso Rafa! (se tira por la ventana de la clase)."
- "¡Mira en la maleta!" Lisa: "Querrá decir en el maletero." (España), "Mira el portapaje" Lisa: "Debe ser el portaequipaje"(Hispanoamérica)
- (Se pone un helado en su frente) "Soy un unicornio retrasado" (España), "Soy un unitonto" (Hispanoamérica).
- "Lisa Simpson es una niña de mi escuela" (en interrogatorio con un detective privado).
- "¡Hola, Super Nintendo Chalmers!" (al Superintendente Chalmers)
- "¿Que voy mal en lengua? ¡Eso no posible es!"(España) "¿Yo reprobar Español? ¡Ser imposible!" (Hispanoamérica)
- "R es de Ralph"
- "Señorita Hoovert, mi gusano saltó en mi boca y me lo tragué, ¿Me da otro?"
- "¡Estoy aprendiendito!"
- "El aliento de mi gato huele a comida de gato" (España) "A mi gato le huele la boca a croqueta" (Hispanoamérica)
- "¿Te gusta... algo?"
- "Yo me llamo Ralph"
- "¡Cuando sea grande, voy a estudiar en la universidad bovina!" (después de ver el film de propaganda de la industria de carne comparando una trituradora de carne con una "universidad bovina")
- "Todos están abrazados." (España), "¡Que tierno, todos se abrazan!" (Hispanoamérica) (Ralph viendo un video XXX)
- "¡Hola Lisa! ¡Nos va a poner en una tarta!" (cuando la Sra. Glick confunde a Ralph con una calabaza y a Lisa con una piña)
- "Me he comido las ciruelas moradas. Ay, mi tripita." (España) "Yo me comí las moradas. ¡Saben a... lumbre!" (Hispanoamérica)
- "¡Oh, niño! ¡Duerme! ¡Ahí es donde yo soy un Vikingo!"
- "Me doblé mi Wookie."
- "Oye, ¿yo vivo aquí?"
- "¡Amo a Lisa Simpson y cuando sea mayor pienso casarme con ella!"
- "Cuando sea grande quiero ser un director o una oruga. ¡Lo quiero, profesor Skinner!" (España) "Cuando sea grande quiero ser director de escuela o saltamontes. ¡Lo quiero, profesor Skinner!" (Hispanoamérica)
- "¡Adiós brujitas, gracias por no comerme!"
- "Yo soy Idaho."
- "¡Me chifla el contrabando!" (luego de tomar unas pastillas de droga).
- "El director Skinner es un señor mayor que vive en la escuela." (España) El profesor Skinner es un hombre grande que vive en mi escuela." (Hispanoamérica)
- "Ahí es donde vi al duendecillo, me dijo que quemara cosas."
- "¿Por qué las personas huyen de mí?." (antes de orinarse encima)
- "¡Ay, mi oreja! ¡Ay, mi cuello! Tengo pupa en los dos sitios." (España) "Me duele la oreja y me duele el cuello, tengo 2 dolores." (Hispanoamérica)
- "Ja, ja, ja, ¡Cosquillas asesinas!"
- "...estaban en el armario haciendo bebés, yo vi a los bebés, y uno de ellos se quedó mirándome." (España) "... estaban en el armario haciendo bebés, yo vi al bebé y me estaba mirando." (Hispanoamérica) (Cuando les estaba explicando a sus padres que encontraron a Seymour Skinner y a Edna besándose)
- "¡Soy especial!"
- "Me comí un clavo"
- "¡Corre, plátano!" (España) "¡Vamos, banana!" (Hispanoamérica) (Durante una carrera de frutas entre la manzana de Bart y la naranja de Nelson, a la que se unieron el plátano de Ralph y el pomelo de Milhouse, el cual ganó mediante trampas y causó un accidente de autobús).
- "¿Puedes abrirmelo?, Mami" (Diciéndole a la señorita Hoovert)
- "La rata simboliza lo que es obvio" (España), "La rata simboliza a los topos" (Hispanoamérica).
- "Los lagartos largatean"